# Batalla de Lake George
La batalla de Lake George fue un enfrentamiento de la guerra franco-india que se desarrolló el 8 de septiembre de 1755 en el norte de la provincia de Nueva York.
Uno de los bandos estaba conformado por mil quinientos soldados franceses, canadienses e indígenas liderados por el barón de Dieskau, y el otro por mil quinientos soldados de las Trece Colonias liderados por William Johnson y 200 mohawks bajo el mando de Hendrick Theyanoguin.
La batalla consistió en tres fases independientes y culminó con victoria de los británicos y sus aliados. Después del enfrentamiento, Johnson decidió construir el Fuerte William Henry para consolidar su triunfo.

## Antecedentes
El británico William Johnson, recientemente designado como encargado de la comunicación con los iroqueses, llegó al extremo sur del Lac du Saint Sacrement el 28 de agosto de 1755 y lo renombró "Lake George" ("Lago George") en honor a su soberano, Jorge II. Su intención era atravesar el lago George y el lago Champlain para atacar el Fuerte St. Frédéric en Crown Point, que se encontraba en manos de los franceses y era un punto clave en la defensa de Canadá.
Para detener el avance de Johnson, el general francés Jean Erdman, barón de Dieskau, abandonó Crown Point y se estableció en un campamento situado entre los dos lagos, que tiempo más tarde sería conocido como Fort Carillon, el precursor del Fuerte Ticonderoga. El 4 de septiembre, Dieskau decidió atacar la base de Johnson, Fort Edward (en ese momento llamado "Fort Lyman") en el río Hudson. Su objetivo era destruir los barcos, los suministros y la artillería pesada que Johnson necesitaba para su campaña. Dieskau dejó a la mitad de sus hombres en Carillon y continuó con los demás por una ruta alternativa hacia el Hudson; desembarcó en South Bay y marchó hacia el este del lago George, bordeando el río Wood Creek. Dieskau llegó a las cercanías de Fort Edward el 7 de septiembre de 1755 por la noche, con 222 granaderos regulares franceses del Regimiento de la Reina y el Regimiento de Languedoc, 600 milicianos canadienses y 700 aliados Abenaki y Caughnawaga Mohawk.
Johnson, que se encontraba a veintitrés kilómetros al norte de Fort Edward, en el extremo sur del lago George, fue alertado de la presencia de fuerzas enemigas en el sur y envió a un mensajero para advertirles de la situación a sus quinientos hombres en Fort Edward. Sin embargo, el mensajero fue interceptado, y poco después los franceses capturaron un tren que transportaba suministros. Como resultado, Dieskau tomó conocimiento de la disposición de todas las fuerzas de Johnson. Los indígenas del bando francés se reunieron y decidieron no atacar Fort Edward porque suponían que estaba defendido con cañones; como consecuencia, por la mañana Dieskau dio la orden de marchar hacia el norte, en dirección al lago.
El 8 de septiembre a las nueve de la mañana, Johnson envió al coronel Ephraim Williams al sur para reforzar Fort Edward con 200 aliados mohawk y mil tropas del Regimiento de Massachusetts (comandado por Williams) y del Regimiento de Connecticut (liderado por Nathan Whiting). Dieskau, advertido por un desertor del avance de Williams, bloqueó el camino con sus granaderos franceses y envió a los canadienses y a los indígenas a tender una emboscada a los británicos a ambos lados del camino. Las tropas esperaron en un barranco localizado tres millas al sur de la actual villa Lake George.

## Batalla

### Bloody Morning Scout

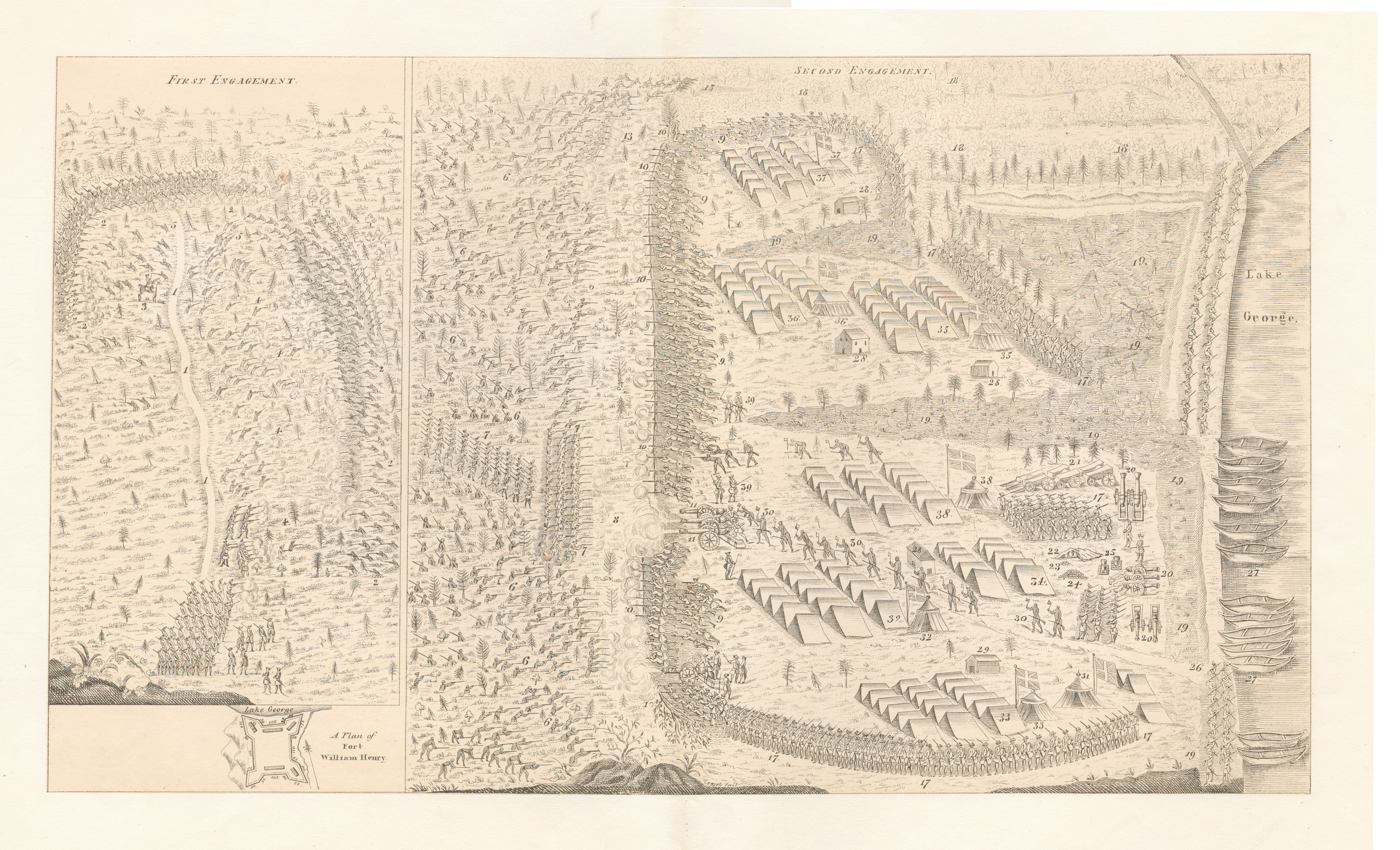
Plan de la batalla.

Las columnas de Williams marcharon directo hacia la trampa y fueron recibidas por una andanada de mosquetería enemiga. En un enfrentamiento que sería conocido como "Bloody Morning Scout", Williams y Hendrick cayeron en combate junto con gran parte de sus soldados. En este punto, los granaderos franceses, que habían pasado al frente por orden de Dieskau, les dispararon sin piedad a las atribuladas tropas de las Colonias. La mayor parte de las tropas británicas y de las Colonias escaparon hacia la base de Johnson, mientras que unos cien, liderados por Whiting y el teniente coronel Seth Pomeroy, y la mayor parte de los mohawks sobrevivientes cubrieron su retirada. La retaguardia británica logró causar un número considerable de bajas. Pomeroy señaló que sus hombres "mataron a varios de ellos; se los veía caer como palomas". Uno de los caídos en esta fase de la batalla fue Jacques Legardeur de Saint-Pierre, el comandante de las fuerzas canadienses e indígenas. Su caída causó una gran consternación, en especial entre los indígenas franceses.

### Ataque al campamento de Johnson
Dieskau ordenó a sus tropas que atacasen la base de Johnson para continuar con la campaña. Sin embargo, con la moral ya dañada por la pérdida de su líder, los caughnawaga "no querían atacar un campamento atrincherado, defendido por cientos de sus parientes mohawk. Los abenaki no querían avanzar sin los caughnawagas, y los canadienses tampoco". Dieskau, con la esperanza de lograr que los indígenas se sientan avergonzados y se vean obligados a atacar, formó a sus 222 granaderos franceses en una columna y se colocó él mismo al frente. Los granaderos marcharon en dirección al claro donde se encontraba el campamento de Johnson, que estaba rodeado de barricadas formadas por "carretas, barcos al revés y árboles talados". Una vez que los granaderos llegaron a campo abierto, los artilleros británicos a cargo de los tres cañones los cargaron con metralla y abrieron "caminos, calles y pasajes" entre las tropas francesas. Cuando Johnson fue herido y se vio obligado a retirarse a su tienda de campaña para recibir atención médica, el general Phineas Lyman tomó el mando. Poco después, Dieskau fue herido de gravedad y los franceses desistieron del ataque.
Después de la retirada de los franceses, los británicos encontraron unos veinte soldados enemigos con heridas graves que se encontraban demasiado cerca del campo rival como para ser rescatados por sus compañeros. Uno de ellos era Dieskau, rendido tras haber recibido un balazo en la vejiga. (Benjamin West pintó un retrato de Johnson salvando a un oficial francés, supuestamente Dieskau).

### Bloody Pond

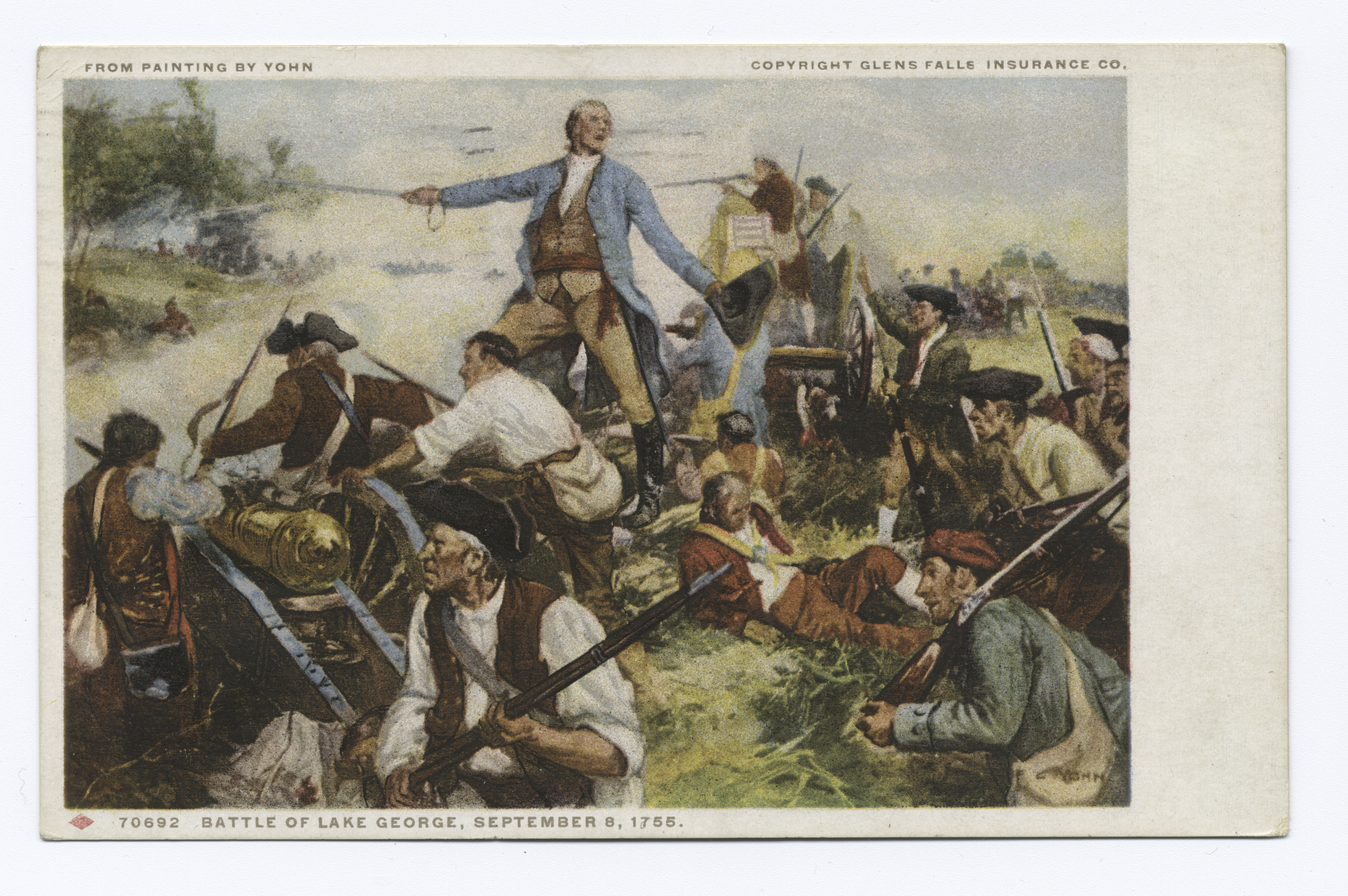
Postal de finales del con una ilustración de la batalla de Lake George.

Mientras tanto, el coronel Joseph Blanchard, comandante de Fort Edward, vio el humo de la batalla a la distancia y envió un grupo de hombres del Regimiento Provincial de Nueva Hampshire comandado por Nathaniel Folsom y a cuarenta de los liderados por el capitán McGennis para investigar.

Tras oír los disparos provenientes del lago, siguieron avanzando, y cuando estaban a dos millas, se encontraron con el equipaje del ejército francés protegido por una guardia, a la que inmediatamente atacaron y obligaron a dispersarse. A eso de las cuatro de la tarde, aparecieron unos 300 soldados del ejército francés. Se habían reunido y se retiraron en un orden tolerable. El capitán Folsom colocó a sus hombres entre los árboles, y a medida que el enemigo se acercaba, comenzaron a dispararles. El ataque continuó hasta que oscureció; varios de los enemigos murieron y otros fueron tomados como prisioneros, y finalmente abandonaron el campo. Luego, recogieron a sus compañeros heridos y los llevaron al campamento, junto con los prisioneros y el botín. Al día siguiente, trajeron el resto del equipaje y las municiones del ejército francés. Al final, Folsom perdió solo seis hombres, pero McGennis fue herido de gravedad y falleció poco después. Las pérdidas de los franceses fueron muy considerables.

Los cuerpos de los soldados franceses caídos en este enfrentamiento (colonos franceses nacidos en Canadá y sus aliados indígenas, no granaderos franceses) fueron lanzados al estanque "que hasta hoy se llama Bloody Pond ('estanque sangriento')".

## Consecuencias

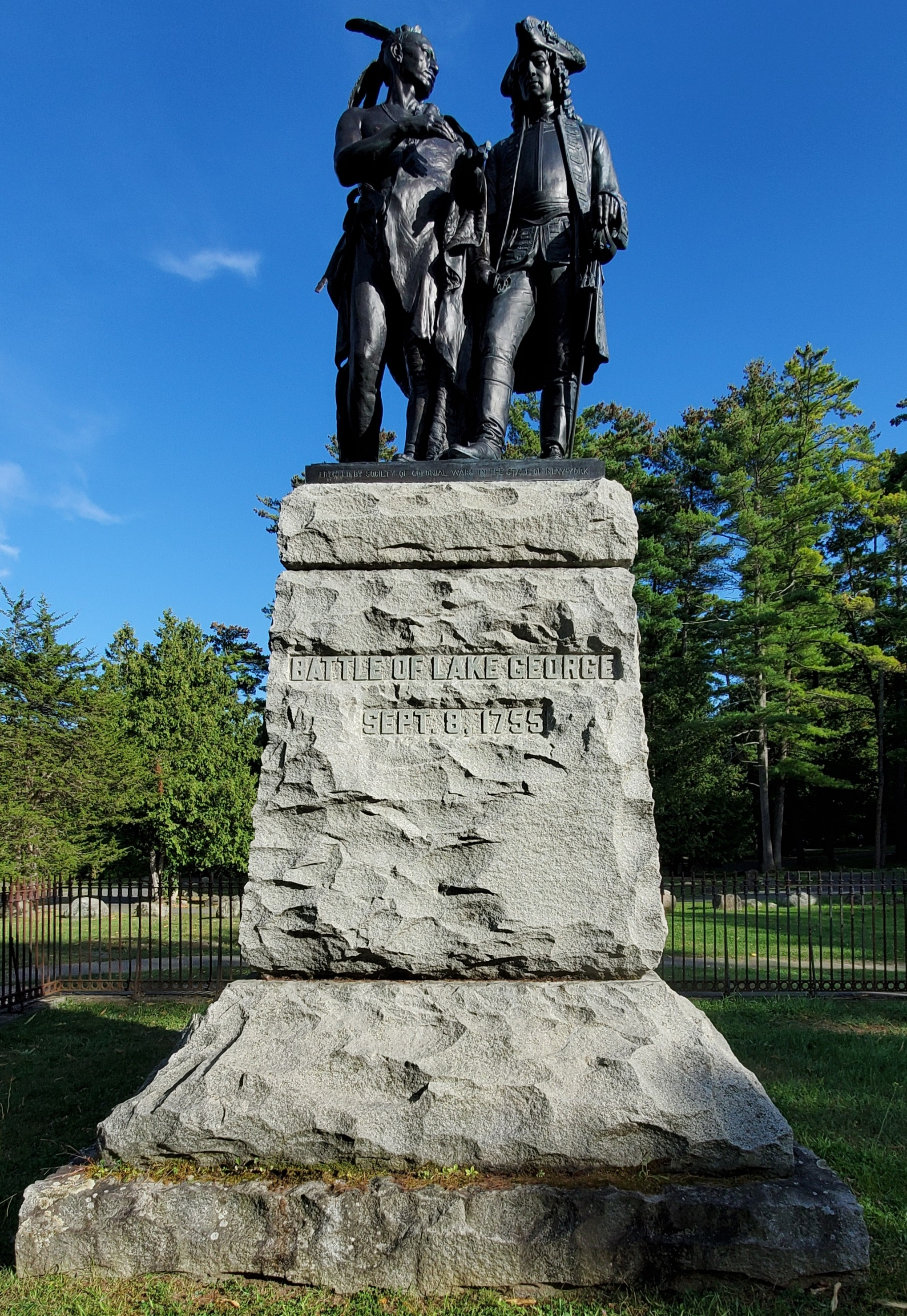
Estatua que representa al rey Hendrick Theyanoguin y al general William Johnson

La batalla de Lake George, que consistió en tres partes, finalizó con un resultado favorable para los británicos. Aunque la expedición de Johnson no logró llegar al Fuerte St. Frédéric, el resultado estratégico de la batalla fue significativo. Johnson logró avanzar una distancia considerable y consolidó su triunfo mediante la construcción del Fuerte William Henry en su extremo sur. El historiador Fred Anderson señaló que si Dieskau hubiese logrado detener a Johnson en Fort Edward, no solo hubiese eliminado la amenaza sobre el Fuerte St. Frédéric sino que también hubiese "empujado las defensas de Nueva York y Nueva Inglaterra hasta Albany".

## Bajas
Existen tantas versiones diferentes sobre las bajas de Lake George como relatos hay de la batalla.
Una carta fechada el 20 de octubre de 1755, de Monsieur Doreil al Conde d'Argenson, un comandante francés con residencia en América del Norte, confirma que los granaderos franceses pagaron por su ataque al campamento de Johnson con la pérdida de más de un tercio de su total: el Regimiento de la Reina terminó con 21 bajas o desaparecidos y 30 heridos, mientras que el Regimiento de Languedoc tuvo 5 bajas y 21 heridos.
Peter Palmer señala que "las bajas de los ingleses rondaron los 216 muertos y 96 heridos; las de los franceses fueron mucho mayores". Según Palmer, Johnson estimó que los franceses perdieron entre quinientos y seiscientos soldaos, mientras que otra fuente aseguraba que fueron "poco menos de ochocientos".
W. Max Reid estimó los muertos, heridos y desaparecidos del lado inglés en 262 y del lado francés en 228, según sus propios relatos.
Ian K. Steele escribió sobre las bajas del bando británico: "El oficial regresa, se corrige, lee 154 muertos, 103 heridos y 67 desaparecidos. La mayoría de los catalogados como desaparecidos no habían desertado a los bosques llenos de canadienses e indios; la mayoría fueron hallados muertos tiempo después. Pomeroy estaba preocupado por las pérdidas, pero no tuvo en cuenta las bajas iroquesas, que incrementaron el total a 223 muertos y unos 108 heridos". Sobre las bajas del bando francés, Steele escribió: "Es probable que en el diario del oficial francés encargado de la operación se hayan minimizado los muertos indios, ya que el total arrojó 149 muertos, 163 heridos y 27 prisioneros. El número informado de los muertos, heridos y capturados era muy similar en ambos bandos, dado que los que luchaban para los británicos perdieron 331 soldados y los franceses, 339".
Marcel Fournier, en su libro Combattre pour la France en Amérique, publicado en 2009, ofrece una versión muy diferente a las fuentes antes mencionadas: según su relato, hubo 800 muertos o heridos del lado británico y 200 muertos o heridos del lado francés.

## Lectura complementaria
- Harrison, Bird (1962). Navies in the Mountains: The Battles on the Waters of Lake Champlain and Lake George, 1609–1814. Oxford University Press, p. 361.
- Griffith, William R. The Battle of Lake George: England's First Triumph in the French and Indian War. Charleston, Carolina del Sur: The History Press, 2016.